# Oud Spaarndam
Oud Spaarndam, vaak ook Spaarndam-West, en officieel in het BAG ingeschreven als: Spaarndam gem. Haarlem, is het oude westelijke gedeelte van het dubbeldorp Spaarndam en is sinds 1927 een dorpskern en buurt binnen de gemeente Haarlem, in de Nederlandse provincie Noord-Holland. Het overige en grotere deel van het dorp ligt in de gemeente Haarlemmermeer.
Spaarndam-West, dat op de linkeroever van het Spaarne ligt, is het oudste gedeelte van het dorp. Het is ontstaan op de dam die gebouwd is op de plaats waar het Noorder Buiten Spaarne in het IJ uitmondde. Hier is ook de naam van het dorp uit ontstaan: Spaarndam: dam in het Spaarne.
Er bevindt zich een schilderachtig dorpscentrum dat rond een oude schutsluis, de Kolksluis uit 1280, is gesitueerd. Deze sluis was voor de scheepvaart de verbinding tussen Haarlem (via het Spaarne) en Amsterdam (via het IJ).
In 2009 is deze sluis weer in gebruik genomen. Hiermee is deze sluis de oudste nog werkende schutsluis in Europa.
Aan de zuidwestkant van het dorp bevindt zich het Gemaal Spaarndam, een van de boezemgemalen van het Hoogheemraadschap Rijnland.
Verder bevinden zich bij het dorp twee forten, Fort benoorden Spaarndam en Fort bezuiden Spaarndam, die deel uitmaken van de Stelling van Amsterdam.